# Lissonota minuenta
Lissonota minuenta är en stekelart som beskrevs av Morley 1913. Lissonota minuenta ingår i släktet Lissonota och familjen brokparasitsteklar. Inga underarter finns listade i Catalogue of Life.